# Erich Meier
Erich Meier (Biedenkopf, 1935. március 30. – Wallau, 2010. február 8.) német labdarúgó, csatár.

## Pályafutása
1956 és 1962 között az Eintracht Frankfurt labdarúgója volt. Tagja volt az 1959–60-as idényben BEK-döntős együttesnek. 1962 és 1965 között az 1. FC Kaiserslautern, 1965–66-ban a holland Alkmaar ’54 játékosa volt. 1966-ban a holland AGOVV Apeldoorn csapatában fejezte be az aktív játékot.

## Sikerei, díjai
Eintracht Frankfurt
- Oberliga Süd
  - 2. (2): 1960–61, 1961–62
- Bajnokcsapatok Európa-kupája (BEK)
  - döntős: 1959–60